# Sirnaraja (Cigalontang)
Sirnaraja is een bestuurslaag in het regentschap Tasikmalaya van de provincie West-Java, Indonesië. Sirnaraja telt 2600 inwoners (volkstelling 2010).